# FIFA 97
FIFA 97 — футбольная компьютерная игра, разработанная и выпущенная корпорацией Electronic Arts 24 июня 1996 года. Четвёртая игра в серии FIFA и вторая в 3D. Игра была выпущенная для ряда игровых платформ: для PC, PlayStation, SNES, Sega Mega Drive и Sega Saturn. Слоганом игры FIFA 97 стала фраза — «Запечатлённая эмоция» (Emotion Captured).

## Обзор
В футбольном симуляторе FIFA 97 разработчики из команды EA Canada не только удержали свои позиции, но и значительно улучшили их. В игре FIFA 97 появился совершенно новый режим игры — футбол в помещении, который привлёк к серии новых поклонников футбола. Так же были применены полигонные модели футболистов с помощью технологии «захват движения» (motion capture). Разработчики из Electronic Arts увеличили общее количество лиг и команд, за которые можно играть. В FIFA 97 матчи перестали быть скучными, поскольку впервые в серии FIFA появились настоящие комментаторы, которых озвучили Энди Грей (Andy Gray) и Джон Мотсон (John Motson), а вступления к началу матча озвучивал Дес Лайнэм (Des Lynam). В роли лица обложки использовался Давид Жинола (David Ginola) в майке английского клуба «Ньюкасл Юнайтед».

## Саундтрек
В игре используются 10 песен, написанных EA Sports.

## Отзывы
| Иноязычные издания   | Иноязычные издания      |
| Издание              | Оценка                  |
| -------------------- | ----------------------- |
| EGM                  | 6,75/10 (PS)            |
| GameSpot             | 8,2/10 (PC) 7,1/10 (PS) |
| Next Generation      | (PS)                    |
| Saturn Power         | 74/100 (SAT)            |
| Sega Saturn Magazine | 76 % (SAT)              |

В 15 выпуске Play Magazine и Official UK PlayStation Magazine оценили PlayStation версию игры со счётом 70 и 7/10. При сравнении с FIFA 96, игра «Графически лучше, но геймплей хуже». GameSpot поставил 8.2/10 PC версии.